# 하마사키 다쿠마
하마사키 다쿠마(일본어: 浜崎 拓磨, 1993년 2월 17일~)는 일본의 축구 선수이다.

## 구단 경력
그는 2015년 일본 풋볼 리그의 FC 오사카에 입단했다. 2017년 J2리그의 미토 홀리호크로 이적했다. 2019년까지 37경기에 출전하여, 1득점을 넣었다. 2020년 J1리그의 베갈타 센다이로 이적했다. 2021년부터 2023년까지 마쓰모토 야마가 FC, 도쿄 베르디, FC 오사카에서 뛰었다.